# Guthmannshausen

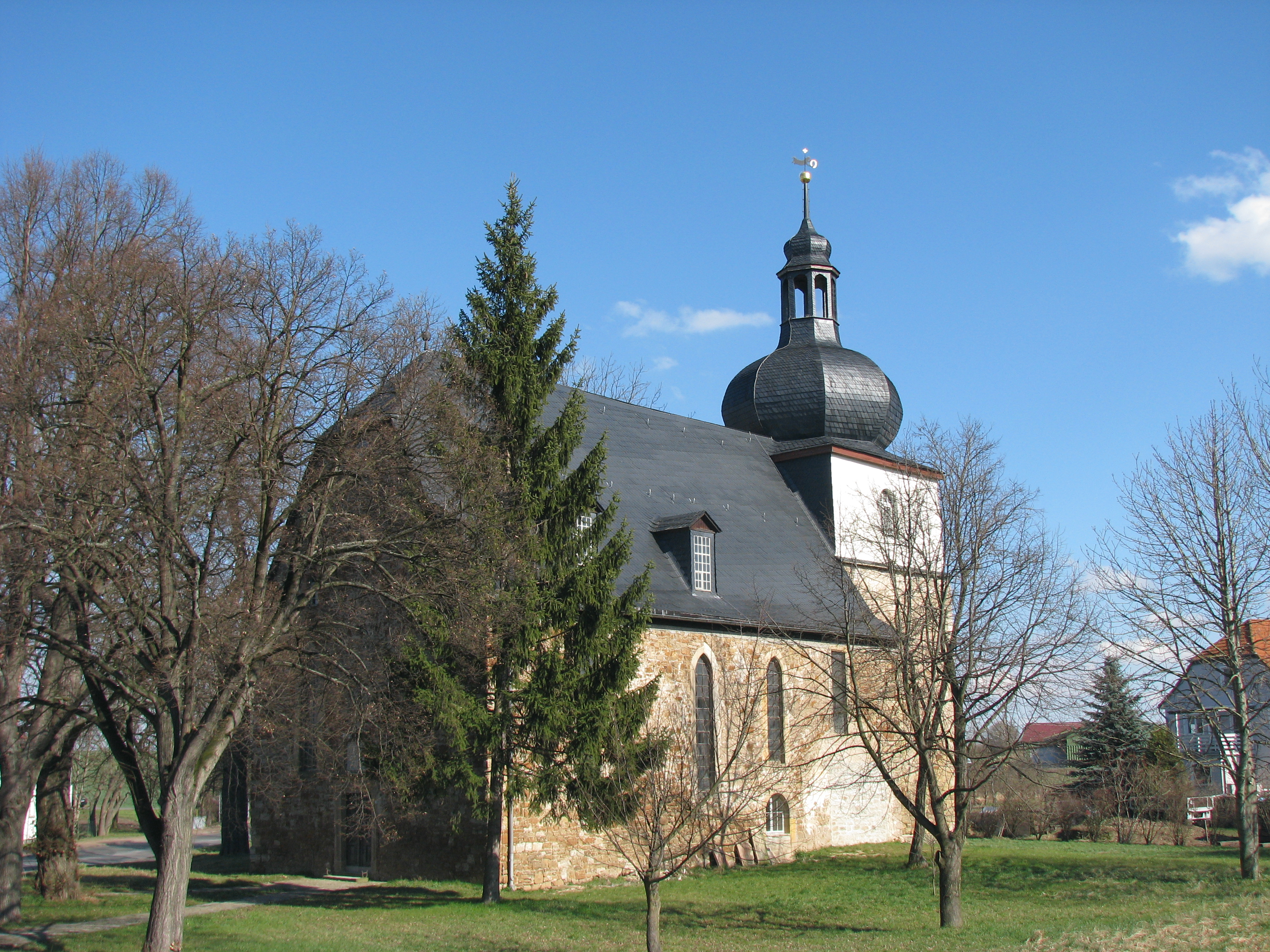
Kirche in Guthmannshausen (2008)

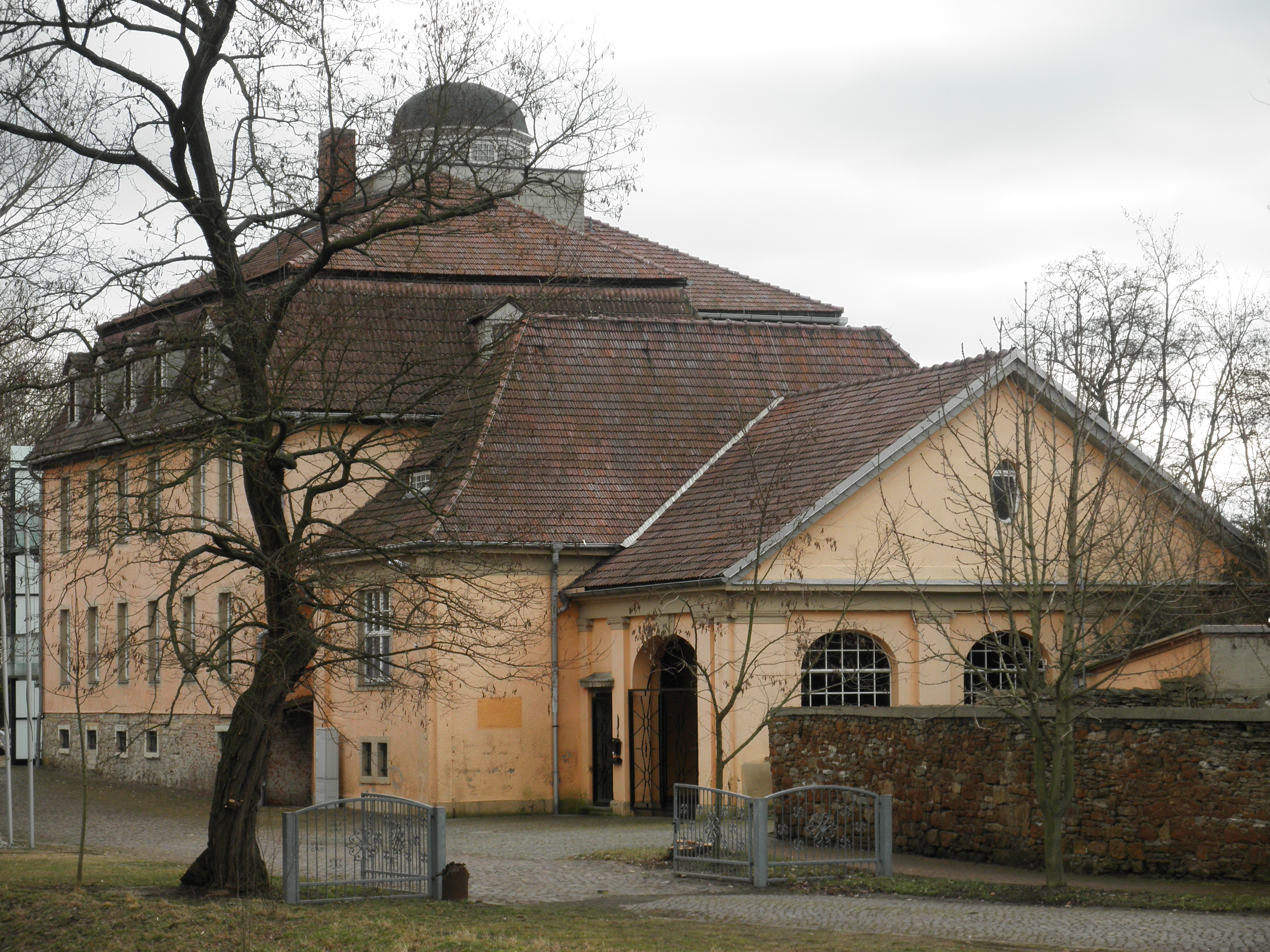
Das 2021 abgebrannte Herrenhaus des früheren Ritterguts (2012)

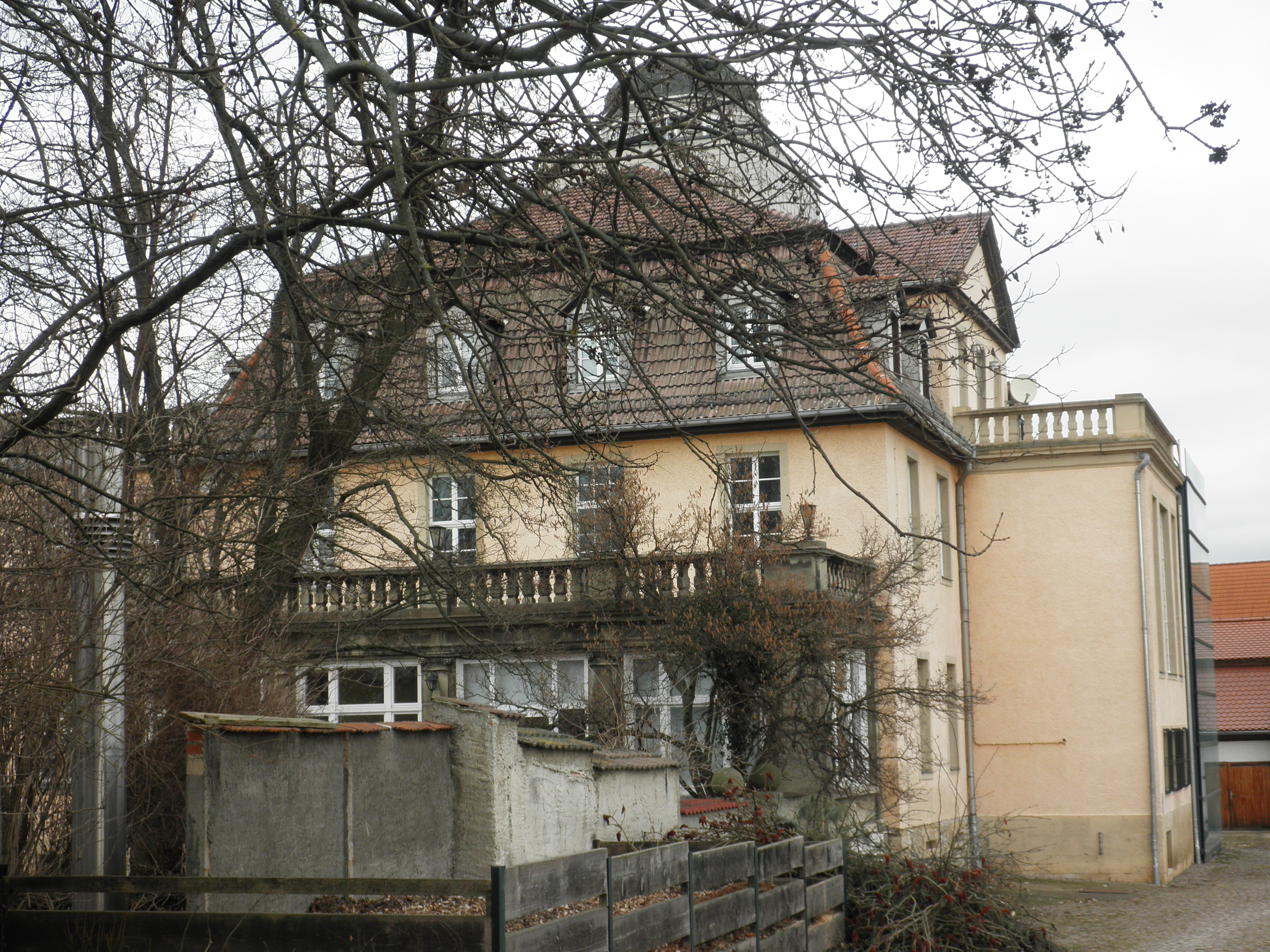
Herrenhaus, Rückseite (2012)

Guthmannshausen ist ein Ortsteil der Landgemeinde Buttstädt im Landkreis Sömmerda in Thüringen (Deutschland).

## Geografie
Guthmannshausen liegt an der Lossa im östlichen Teil des Thüringer Beckens zwischen Ettersberg und Finne.

## Geschichte
Der Name des Ortes geht auf den germanischen Gott Wotan zurück. Zu Beginn des 8. Jahrhunderts wird Guthmannshausen erstmals urkundlich als Wodaneshusun genannt. Diese Erwähnung ist in dem Breviarium Sancti Lulli, einem Verzeichnis der von Erzbischof Lullus von Mainz († 786) an das Kloster Hersfeld verliehenen Freien Güter zu finden. 1256 hat ein Albert von Gutenhusen Besitz im Ort, das Geschlecht ist bis ins 17. Jahrhundert hier nachweisbar. Es folgte die Familie Marschall.
1572 kam Guthmannshausen zum Herzogtum Sachsen-Weimar. Im Dreißigjährigen Krieg wurde das Dorf 1637 schwer geplündert, 1680 von der Pest mit 210 Toten heimgesucht. 1687 konnte die Gemeinde die neue Pfarrkirche St. Trinitatis einweihen, deren Turm noch von der Vorgängerkirche aus dem Hochmittelalter stammte. Bei einem Großbrand 1793 wurden 70 Wohnhäuser und viele Wirtschaftsgebäude vernichtet.
Als Ort des Amts Hardisleben kam Guthmannshausen mit diesem im Jahr 1817 zum Amt Buttstädt, welches 1850 im Verwaltungsbezirk Apolda des Großherzogtums Sachsen-Weimar-Eisenach aufging. Ab 1874 führte die Saale-Unstrut-Bahn über Guthmannshausen, ab 1887 hatte der Ort Anschluss an die schmalspurige „Laura“-Bahn. 1882 wurde die Lossa reguliert, die bereits häufig zu Hochwasser geführt hatte. Ab 1908 gab es Stromversorgung. 1912 wurde das Herrenhaus des unteren Ritterguts modernisiert und erweitert.
Während des Zweiten Weltkrieges mussten mehr als 200 Kriegsgefangene sowie Frauen und Männer aus den von Deutschland besetzten Ländern Zwangsarbeit auf den zwei Gütern und bei Einzelbauern verrichten. Der Tod eines Säuglings und eines sowjetischen Kriegsgefangenen ist bezeugt. In Folge der Aktion Gitter wurde der Fabrikarbeiter Arno Steinacker (Jg. 1886) am 22. August im KZ Buchenwald inhaftiert und nach vier Wochen wieder entlassen.
Im April 1945 besetzten US-Truppen Guthmannshausen, sie wurden im Juli durch die Rote Armee abgelöst. Damit war der Ort Bestandteil der SBZ, ab 1949 der DDR. Mit der Wiedervereinigung 1990 kam Guthmannshausen zum Landkreis Sömmerda des wiedergegründeten Bundeslandes Thüringen.
Am 1. Januar 2019 wurde die Gemeinde Guthmannshausen mit den weiteren Gemeinden der Verwaltungsgemeinschaft Buttstädt zur Landgemeinde Buttstädt zusammengeschlossen.

### Einwohnerentwicklung
| - 1994: 922 - 1995: 912 - 1996: 921 - 1997: 943 - 1998: 932 - 1999: 967 - 2000: 954 | - 2001: 933 - 2002: 930 - 2003: 928 - 2004: 902 - 2005: 890 - 2006: 890 - 2007: 895 | - 2008: 865 - 2009: 862 - 2010: 819 - 2011: 784 - 2012: 772 - 2013: 748 - 2014: 734 | - 2015: 723 - 2016: 701 - 2017: 712 - 2018: 695 - 2019: n.v. - 2020: n.v. - 2021: n.v. |

 Datenquelle: Thüringer Landesamt für Statistik

## Politik

### Gemeinderat
Der Gemeinderat von Guthmannshausen setzte sich zuletzt nach der Kommunalwahl 2014 aus acht Mitgliedern einer Freien Wählergruppe zusammen.

### Ortsbürgermeister
Am 1. März 2020 löste David Heller den langjährigen Bürgermeister Bernd Pekarek ab.

### Wappen
Das Wappen wurde vom Heraldiker Michael Zapfe gestaltet und am 30. Juni 1993 genehmigt.
Blasonierung: „Geteilt von Blau über Silber; oben ein wachsender rechtsgewendeter silberner Löwe, unten zwei blaue Weintrauben mit einem gemeinsamen Stiel.“
Der wachende Löwe wurde in Anlehnung an das Stammwappen der Herren von Guthmannshausen, die in dem Ort ihren Sitz hatten, in das Wappen aufgenommen, um die enge Verbindung zwischen diesem heute erloschenen Geschlecht und dem Ort zu dokumentieren. Die zwei stilisierten Weintrauben als Attribute des heiligen Wigbert erinnern an eine alte Kirche, die in der Gemeindeflur Wippricht auf einem Berg stand und vermutlich dem Sankt Wigbert geweiht war.

### Gemeindepartnerschaft
Die Gemeinde Guthmannshausen unterhielt eine Gemeindepartnerschaft mit Erpolzheim in Rheinland-Pfalz.

## Bauwerke
- Dorfkirche St. Trinitatis von 1687, mit Turm aus dem Hochmittelalter und barockem Kanzelaltar von 1709. Eine Gedenktafel (von 1893) über dem Kircheingang erinnert an die Brandkatastrophe im Dorf 1793, bei der die Kirche jedoch gerettet werden konnte.

- Kriegerdenkmal für die Gefallenen und Vermissten beider Weltkriege aus dem Ort

- Herrenhaus des früheren unteren Ritterguts: 1912 ließ der Kasseler Unternehmer Cönnich das Herrenhaus aus der Zeit um 1700 modernisieren und erweitern, in neubarockem Stil. Im Inneren findet sich eine repräsentative, 15 Meter hohe Halle mit Säulen und Kuppel. 1945 erfolgte die entschädigungslose Enteignung von Gut und Herrenhaus, 1947 die Einrichtung einer landwirtschaftlichen Landesschule. Bis 2009 wurde das Herrenhaus mit dazugekommenen Nebengebäuden für Bildungsseminare der Thüringischen Agrar- und Umweltverwaltung genutzt.

Der Verkauf des ehemaligen Rittergutes durch den Freistaat Thüringen an den mit der 2008 verbotenen rechtsextremen Holocaustleugner-Organisation Collegium Humanum personell und ideologisch verbundenen Verein Gedächtnisstätte e. V. löste im Jahr 2011 politische Proteste aus. Das Finanzministerium des Freistaates Thüringen kündigte an, den Verkauf an die rechtsextreme Organisation zu überprüfen. Das Land Thüringen scheiterte Ende April 2013 vor dem Landgericht Erfurt mit einer Klage gegen den Verkauf an den 1992 von der Holocaustleugnerin Ursula Haverbeck gegründeten Verein.
In der Nacht vom 23. auf den 24. April 2021 wurde das Herrenhaus bei einem Brand, der mutmaßlich durch Brandstiftung ausgelöst wurde, schwer beschädigt.

## Wirtschaft und Infrastruktur

### Verkehr
In Guthmannshausen existiert ein Haltepunkt an der Bahnstrecke Straußfurt–Großheringen (Pfefferminzbahn). Zweistündlich verkehren Regionalbahnen der Linie RB 27 der Erfurter Bahn nach Sömmerda sowie Buttstädt.
Angefahren wird der Ort von Bussen der Linie 277 des ÖPNV.

### Ansässige Unternehmen
Bedeutendes Unternehmen ist die Agrar-Genossenschaft Guthmannshausen.

### Öffentliche Einrichtungen
Guthmannshausen ist Sitz einer Rettungswache des Arbeiter-Samariter-Bundes (ASB), mit angeschlossenem Sanitätszug des zivilen Katastrophenschutz.
Zusätzlich ist die Freiwillige Feuerwehr elementarer Träger des gesellschaftlichen Lebens und ist ebenfalls im zivilen Katastrophenschutz des Landkreises organisiert.

### Bildung
Die Staatliche Grundschule Guthmannshausen und der Kindergarten „Micky Maus“ (ASB) stellen Bildungseinrichtungen für die Kinder der umliegenden Dörfer dar.